# منتخب يوغوسلافيا لاتحاد الرغبي
منتخب يوغوسلافيا الوطني لاتحاد الرغبي هو ممثل يوغوسلافيا الرسمي في المنافسات الدولية في اتحاد الرغبي .